# 泰坦角龍屬
泰坦角龍屬（學名：Titanoceratops）是角龍科恐龍的一屬，是種大型草食性恐龍，生存於白堊紀晚期的北美洲。目前僅發現一個化石，正模標本（編號OMNH 10165）包含：部分身體骨骼、以及部分頭顱骨與下頜，原本被編入於五角龍的一個標本。

## 發現與命名

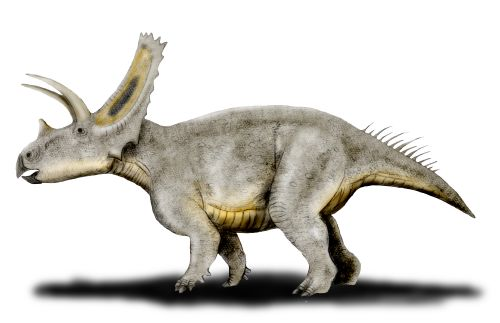
泰坦角龍的想像圖

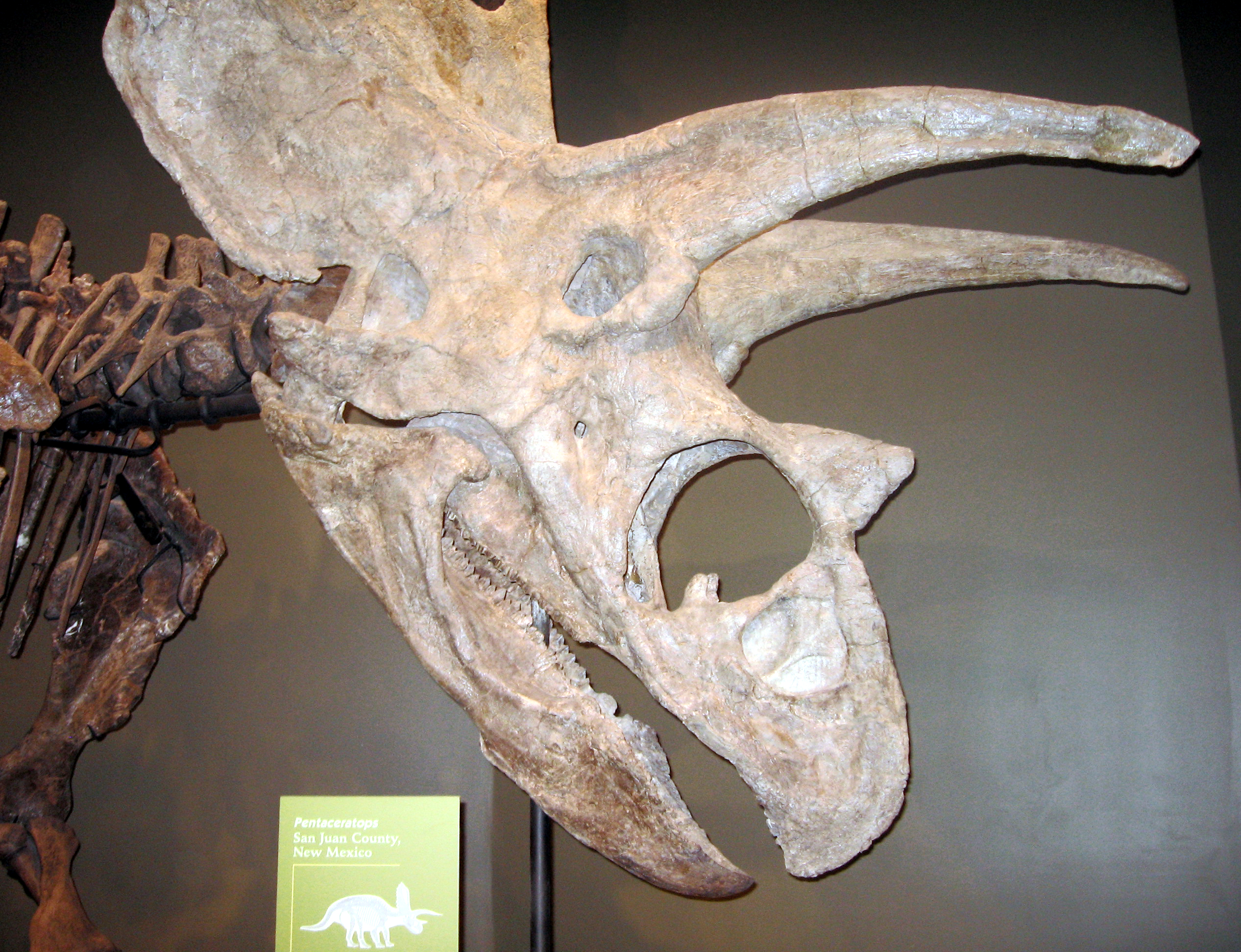
泰坦角龍的正模標本，過去曾被編入於五角龍

在1941年，奧克拉荷馬州大學的古生物學家John Willis Stovall、與研究生沃·蘭斯頓（Wann Langston）、Donald E. Savage等人在美國新墨西哥州聖胡安縣發現一個大型角龍類的化石。由於同一地層也發現五角龍的化石，他們將這個標本編入於五角龍。詳細的發現地點已遺失。之後，保存標本的奧克拉荷馬州自然史博物館（又名山姆諾貝爾博物館）參考這個化石，而在館內建立一個骨架模型，標名為五角龍。根據重建後的結果，這個標本的頭顱骨長3.22公尺，被視為最大型的五角龍標本，也是已知最大型的陸地動物的頭顱骨。在1998年，Thomas Lehman重新研究這個標本，認為牠們屬於五角龍，並估計出較短的頭顱骨估計值，長度約2.9公尺。
在2009年，尼克·朗里奇（Nick Longrich）等人重新研究沃·蘭斯頓的當年筆記，試圖找出這個五角龍標本的最初挖掘地點。朗里奇等人根據化石週圍的母岩，而認為化石屬於弗鲁特蘭組（Fruitland Formation）上層或基德蘭組（KirtlandFormation）的下層，地質年代約7450萬到7370萬年前，相當於晚白堊紀的晚坎潘階，但詳細的挖掘地點已不可考；他們也發現這個頭顱骨與五角龍有差異。在2011年，尼可·郎里奇將這個化石建立為新屬，模式種是烏拉諾斯泰坦角龍（T. ouranos）。屬名意為「泰坦的有角面孔」，意指牠們的巨大體型；種名則是以泰坦神之一的烏拉諾斯為名。

## 敘述
泰坦角龍的頭顱骨，比最大型的三角龍頭顱骨還大了15%，顯示牠們是種相當大型的角龍類恐龍，完整身長估計約9公尺。眼睛上方的額角相當筆直，長度為105公分。臉頰兩側各有一個突出部，長度為12公分。鼻角則較小。後肢的股骨長108公分，脛骨長78公分。

## 分類
尼克·朗里奇在命名泰坦角龍時，將牠們歸類於開角龍亞科的三角龍族（Triceratopsini）演化支，三角龍族還包含：始三角龍、三角龍、牛角龍；牛角龍可能是三角龍的異名。泰坦角龍是目前已知生存年代最早的三角龍族恐龍。在2010年，湯瑪斯·荷茲（Thomas R. Holtz, Jr.）發現泰坦角龍非常類似始三角龍、白楊山角龍，三者生存於相同時代的相同地區，牠們可能是相同動物。

## 外部連結
- （德文）泰坦角龍的化石，相關報導 （页面存档备份，存于）